# Łany (powiat kraśnicki)
Łany – wieś w Polsce położona w województwie lubelskim, w powiecie kraśnickim, w gminie Gościeradów.
| SIMC    | Nazwa     | Rodzaj    |
| ------- | --------- | --------- |
| 1027219 | Kolanówka | część wsi |

W latach 1975–1998 miejscowość administracyjnie należała do województwa tarnobrzeskiego.
W jednej z części wsi znajduje się pomnik przyrody nieożywionej „Źródliska”. Źródła wybijają się ponad lustro wody. Mają one stałą temperaturę zarówno zimą i latem 10,2 do 10,3 stopnia C. Źródła ułożone są pod skarpą lewego zbocza doliny rzeki Tuczyn, na wysokości 151 m n.p.m. Woda nadaje się do picia.
Znajduje się tu kapliczka z 1908 roku. 
Wieś stanowi sołectwo gminy Gościeradów. Według Narodowego Spisu Powszechnego (III 2011 r.) wieś liczyła 552 mieszkańców. 

## Historia
Łany opisano w Słowniku geograficznym Królestwa Polskiego z roku 1884 jako folwark w powiecie janowskim, gminie Kosin, parafii Borów. Folwark należał niegdyś do dóbr Borów, franciszkanek krakowskich.